# 바보 선언
"바보 선언"은 이장호 감독의 1983년작 영화이다. 

## 줄거리
어릴 때부터 사회에서 소외되어 자라온 절름발이 청년 동철은 어느날 아리따운 여대생 혜영의 뒤를 쫓다가 운전사 육덕을 만난다. 육덕은 성품은 착하지만 머리가 약간 모자라 번번히 실패만 거듭하여 외톨이가 되었다. 두사람은 여대생 혜영에게 매혹되어 납치할 계획을 세우며 그녀의 뒤를 열심히 밟는데...

## 출연
- 이보희: 혜영 역
- 김명곤: 동철 역
- 이희성: 육덕 역
- 전숙
- 김지영
- 이석구
- 강희주
- 남포동

## 제작
- 감독 이장호
- 기획 김재웅